# Frank Baumann
Frank Baumann, född 29 oktober 1975, är en tysk före detta fotbollsspelare.
Frank Baumann var under många år en nyckelspelare i Werder Bremen där han spelade som mittback eller defensiv mittfältare. Lagkapten. 

## Meriter
- VM i fotboll: 2002
- EM i fotboll: 2004
- Landslagsspelare för Tyskland
- Tysk mästare 2004
- Tysk cupmästare 2004

## Klubbar
- SV Werder Bremen
- 1. FC Nürnberg